# Cantó de Dampierre-sur-Salon
El cantó de Dampierre-sur-Salon és un cantó francès del departament de l'Alt Saona, situat al districte de Vesoul. Té 29 municipis i el cap és Dampierre-sur-Salon.

## Municipis
- Achey
- Autet
- Brotte-lès-Ray
- Confracourt
- Dampierre-sur-Salon
- Delain
- Denèvre
- Fédry
- Ferrières-lès-Ray
- Fleurey-lès-Lavoncourt
- Francourt
- Grandecourt
- Lavoncourt
- Membrey
- Montot
- Mont-Saint-Léger
- Ray-sur-Saône
- Recologne
- Renaucourt
- Roche-et-Raucourt
- Savoyeux
- Theuley
- Tincey-et-Pontrebeau
- Vaite
- Vanne
- Vauconcourt-Nervezain
- Vereux
- Villers-Vaudey
- Volon

## Història
| Data d'elecció                           | Identitat        | Partit                     | Qualitat |
| ---------------------------------------- | ---------------- | -------------------------- | -------- |
| 1945-1953                                | René Louvot      | Divers droite              |          |
| 1953-1992                                | Pierre Louvot    | RI, després UDF            |          |
| 1992-                                    | Charles Gauthier | divers droite, després UMP |          |
| les dades anteriors no són pas conegudes |                  |                            |          |
|                                          |                  |                            |          |

## Demografia
| A partir de 1990: Població sense dobles comptes |